# Ian Wallace (Ornithologe)
Ian Wallace (eigentlich Donald Ian Mackenzie Wallace, * 14. Dezember 1933 in Great Yarmouth, Norfolk; † 4. November 2021) war ein britischer Ornithologe und Vogelillustrator.

## Leben
1954 graduierte Wallace zum Bachelor of Arts in Betriebswirtschaft und Recht an der University of Cambridge. Im selben Jahr war er im Marketing und in der Geschäftsleitung der Loretto School Ornithological Society tätig. Von 1956 bis 1957 war er Präsident des Cambridge Bird Club. Von 1959 bis 1960 arbeitete er als Chefredakteur für die ornithologische Abteilung der London Natural History Society. Von 1963 bis 1970 war er Vorsitzender der Vogelwarte St. Agnes auf den Scilly-Inseln. Ab den 1960er Jahren war er Mitglied in den wissenschaftlichen Beiräten des British Trust for Ornithology, der Royal Society for the Protection of Birds und der British Ornithologists’ Union. Von 1972 bis 1976 war er Vorsitzender der Seltenheitenkommission des British Birds Charitable Trust. 1972 war er Gründungsmitglied der Flamborough Ornithological Group und bis 1991 deren Vorsitzender. Im Jahr 2000 wurde er Ehrenpräsident auf Lebenszeit. 1964 gehörte er zu den Gründungsmitgliedern der Society of Wildlife Artists.
Wallace führte mehrere Populationsstudien über Vögel durch, darunter in Regent’s Park, London, von 1951 bis 1965, in Nanyuki und am Nakurusee in Kenia von 1952 bis 1954, in Lagos, Nigeria von 1968 bis 1971, in Holme-on-Spalding-Moor in Yorkshire von 1979 bis 1985 und in Needwood Forest in Staffordshire. Expeditionen führten ihn nach St. Kilda, nach Kanada (1956), ins arktische Norwegen und nach Finnland (1957), nach Spanien (von 1960 bis 1961), in den Libanon, nach Syrien und nach Jordanien (1963, 1965 und 1966), ins nördliche Nigeria (1971), nach Balutschistan (1972), nach Nova Scotia (1975 und 1978) sowie nach Sibirien und in die Mongolei (1980).
Von 1972 bis 1976 war Wallace Redakteur bei der Zeitschrift British Birds. Von 1978 bis 1993 gehörte er zu den Redakteuren und Illustratoren der Buchreihe The Birds of the Western Palearctic (BWP). 1986 wurde er Kolumnist bei der Zeitschrift Bird Watching. Ab den 1950er Jahren lieferte er gelegentlich Beiträge für Dokumentationen der BBC und des Fernsehsenders ITV.

## Schriften (Auswahl)
- Discover Birds. 1979.
- Birdwatching in the Seventies. Macmillan, 1981, ISBN 0-333-30026-2.
- mit Alan Harris, Ian Jackson und Rick Morris: Watching Birds. 1982.
- mit Peter Holden, R. F. Porter, David Wright: Birds of Prey. 1982.
- Birds of prey of Britain and Europe. 1983.
- mit Rob Hume, Rick Morris: Mysteries & marvels of bird life. 1984.
- mit Rob Hume: Birds by character: Britain & Europe. The fieldguide to jizz identification. 1990.
- mit Roger Tory Peterson, Guy Mountfort, P. A. D. Hollom: Birds of Britain and Europe. 1993.
- Rob Hume: Discovering Birds.. Illustriert von Ian Wallace. A & C Black, 1993, ISBN 0-903138-53-0.
Deutsch: Vögel entdecken und bestimmen. Die Vögel Europas in ihren Lebensräumen. Übersetzt von Christoph Arndt. Bertelsmann, 1994, ISBN 3-570-12016-3.
- Beguiled by birds: Ian Wallace on British Birdwatching. 2004.
- Leonard Jenyns: Darwin’s lifelong friend. 2005.